# Hugo Pinilla
Juan Sebastián Serrano (Zaragoza, Aragón, España, 28 de abril de 2006) es un futbolista español que juega como lateral derecho en el Real Zaragoza de la Segunda División de España.

## Carrera
Jugador formado en la cantera del Real Zaragoza, debutaría con el primer equipo de la mano de Gabi Fernández en la última jornada de liga que el equipo maño disputaría contra el Club Deportivo Castellón en Castalia. Sustituiría a Pau Sans en el minuto 75 en un partido que acabaría con la derrota por 4-1 para el equipo maño.

## Clubes
| Club             | País   | Año       |
| ---------------- | ------ | --------- |
| Deportivo Aragón | España | 2024-Act. |
| Real Zaragoza    | España | 2025-Act. |